# Новая Дмитровская слобода
Но́вая Дми́тровская слобода́ — одна из московских слобод. Существовала в XVI—XVIII вв. в пределах современного Тверского района.
Новая Дмитровская слобода была расположена в том месте, где проходит современная Долгоруковская улица от Садового кольца к Дмитровскому шоссе. В старину эта улица именовалась Новослободской из-за новой слободы, образовавшейся неподалёку от старой Дмитровской слободы, которая находилась в пределах Земляного города. Новая Дмитровская слобода была выселком из старой и в повседневной речи москвичи зачастую именовали её просто Новой слободой.
На главной улице слободы была расположена церковь Николы Чудотворца. Первое упоминание о ней в документах датируется XVI столетием, когда она была деревянной. К первой половине XVIII века церковь была перестроена в камне. В это время сама слобода оказалась в пределах Камер-Коллежского вала, который оформил новые границы Москвы и с тех пор она прекратила своё существование, став частью города. О названии слободы ныне напоминают Новослободская улица и одноимённая станция московского метрополитена.
Существует предположение, что слободу населяли жители Дмитрова, переселённые в Москву в результате перераспределения владений между удельными князьями Дмитрова.